# دان کوندوراکه
دان کوندوراکه (رومانیایی: Dan Condurache؛ ‏تلفظ رومانیایی: [ˈdan konduˈrace]؛ زادهٔ ۲۶ ژوئیه ۱۹۵۲) بازیگر اهل رومانی است.
از فیلم‌هایی که وی در آن‌ها نقش داشته‌است، می‌توان به بلوط، خیلی دیر، عروسی بی سروصدا و خواب جزیره اشاره نمود.